# Spirorbis
Spirorbis is een geslacht van borstelwormen uit de familie Serpulidae.
Dit geslacht vormt gebogen, witte kalkbuisjes op rotsen aan de kust.

## Soorten
- Spirorbis africana Sterzinger, 1909
- Spirorbis albus Mörch, 1863
- Spirorbis ambiguus Fleming, 1825
- Spirorbis ammonita Schmidt, 1863
- Spirorbis annulus Brown, 1863
- Spirorbis antarctica Lesson, 1830
- Spirorbis antillarum Augener, 1922
- Spirorbis ascendens Levinsen
- Spirorbis auricularis Harris, 1969
- Spirorbis baltica Wood, 1863
- Spirorbis bellulus Bush, 1904
- Spirorbis bernardi Caullery & Mesnil, 1897
- Spirorbis bidentatus Baily & Harris, 1968
- Spirorbis bifurcatus Knight-Jones, 1978
- Spirorbis bilineatus
- Spirorbis borealis Daudin, 1800
- Spirorbis brasiliensis Grube, 1871
- Spirorbis calypso Zibrowius, 1970
- Spirorbis carinatus Daudin, 1800
- Spirorbis chilensis Blanchard, 1849
- Spirorbis clavus Harris, 1968
- Spirorbis communis Bosc, 1802
- Spirorbis conoidea Savigny, 1818
- Spirorbis convexis Wiseley, 1962
- Spirorbis coronatus Zachs, 1933
- Spirorbis corrugatus
- Spirorbis cuneatus Gee, 1964
- Spirorbis digitus Harris, 1969
- Spirorbis dorsatus Bush, 1904
- Spirorbis endoumensis Zibrowius, 1968
- Spirorbis epichysis Bailey, 1969
- Spirorbis eximius Bush, 1905
- Spirorbis flabellis Harris, 1969
- Spirorbis foraminosus Bush, 1905
- Spirorbis formosus Bush, 1905
- Spirorbis gesae Knight-Jones & Knight-Jones, 1995
- Spirorbis glomeratus Packard, 1863
- Spirorbis gnomonicus Bailey, 1969
- Spirorbis granulatus (Linnaeus, 1767)
- Spirorbis heteropoma Zibrowius, 1968
- Spirorbis incisus Mörch, 1863
- Spirorbis incongruus Bush, 1905
- Spirorbis indicus Sterzinger, 1909
- Spirorbis infundibulum Harris & Knight-Jones, 1964
- Spirorbis inornatus L'Hardy & Quievreux, 1962
- Spirorbis inventis Harris, 1969
- Spirorbis inversus Bush, 1905
- Spirorbis knightjonesi Silva, 1965
- Spirorbis lamellosa Savigny, 1818
- Spirorbis langerhansi Caullery & Mesnil, 1897
- Spirorbis laxus
- Spirorbis lineatus Bush, 1905
- Spirorbis lucidus
- Spirorbis medius Pixell, 1912
- Spirorbis mendosus Bush, 1910
- Spirorbis mentosus Bush, 1910
- Spirorbis monocanthus Augener, 1923
- Spirorbis montagui Fleming, 1825
- Spirorbis mutabilis Bush, 1905
- Spirorbis nordenskjoeldi Ehlers, 1900
- Spirorbis nordenskjoldi Ehlers, 1900
- Spirorbis nudus Bush, 1910
- Spirorbis papillatus Pixell, 1913
- Spirorbis parallela Vine, 1972
- Spirorbis parvulus Bailey, 1969
- Spirorbis perrieri
- Spirorbis pixelli Harris, 1969
- Spirorbis placophora Bailey & Harris, 1968
- Spirorbis polyoperculata Straughan, 1969
- Spirorbis ponticus Eichwald, 1863
- Spirorbis porosa Chenu, 1863
- Spirorbis pseudomilitaris Thiriot-Quievreux, 1965
- Spirorbis pusilla Rathke, 1837
- Spirorbis pusilloides (Bush, 1904)
- Spirorbis quadrangularis Lamarck, 1838
- Spirorbis quasimilitaris Bailey, 1970
- Spirorbis recta Wood, 1863
- Spirorbis rothlisbergi Knight-Jones, 1978
- Spirorbis rugatus Bush, 1905
- Spirorbis rugosa Chenu, 1863
- Spirorbis rupestris Gee, Knight-Jones, 1962
- Spirorbis scoresbyi Harris, 1969
- Spirorbis serratus Bush, 1910
- Spirorbis similis Bush, 1905
- Spirorbis spatulatus Knight-Jones, 1978
- Spirorbis spirillum (Linnaeus, 1758)
- Spirorbis spirorbis (Linnaeus, 1758)
- Spirorbis steueri Sterzinger, 1909
- Spirorbis strigatus Knight-Jones, 1978
- Spirorbis translucens Bailey & Harris, 1968
- Spirorbis transversus Daudin, 1863
- Spirorbis treadwelli Pillai, 1965
- Spirorbis tricostalis Lamarck, 1818
- Spirorbis tridentatus Levinsen, 1883
- Spirorbis tuberculatus Bailey & Harris, 1968
- Spirorbis unicornis Bailey & Harris, 1968
- Spirorbis variabilis Bush, 1905
- Spirorbis zeylandica Gray 1863